# Kariapatti
Kariapatti é uma panchayat (vila) no distrito de Virudhunagar, no estado indiano de Tamil Nadu.

## Demografia
Segundo o censo de 2001,  Kariapatti  tinha uma população de 13,974 habitantes. Os indivíduos do sexo masculino constituem 50% da população e os do sexo feminino 50%. Kariapatti tem uma taxa de literacia de 69%, superior à média nacional de 59.5%: a literacia no sexo masculino é de 76% e no sexo feminino é de 63%. Em Kariapatti, 13% da população está abaixo dos 6 anos de idade.